# Алесандро Бириндели
Алесандро Бириндели (на италиански: Alessandro Birindelli) е бивш италиански футболист, защитник. Бириндели е юноша на ФК Емполи.

## Кариера
През професионалната си кариера е играл в 3 италиански отбора. От 1992 г. до 1997 г. играе във ФК „Емполи“ (118 мача 1 гол). От 1997 г. до 2008 г. играе във ФК Ювентус. В „Ювентус“ изиграва 196 мача с 2 гола. От 2008 г. играе в родния Пиза Калчо, в който е играл като юноша. Дебютира в националния отбор на своята страна през 2002 г. До 2004 г. изиграва 6 мача.